# Yale (Dakota del Sud)
Yale és una població dels Estats Units a l'estat de Dakota del Sud. Segons el cens del 2000 tenia 118 habitants.

## Demografia
Segons el cens del 2000, Yale tenia 118 habitants, 47 habitatges, i 33 famílies. La densitat de població era de 284,8 habitants per km².
Dels 47 habitatges en un 36,2% hi vivien nens de menys de 18 anys, en un 66% hi vivien parelles casades, en un 0% dones solteres, i en un 27,7% no eren unitats familiars. En el 25,5% dels habitatges hi vivien persones soles el 12,8% de les quals corresponia a persones de 65 anys o més que vivien soles. El nombre mitjà de persones vivint en cada habitatge era de 2,51 i el nombre mitjà de persones que vivien en cada família era de 3.
Per edats la població es repartia de la següent manera: un 27,1% tenia menys de 18 anys, un 5,1% entre 18 i 24, un 32,2% entre 25 i 44, un 22,9% de 45 a 60 i un 12,7% 65 anys o més.
L'edat mediana era de 36 anys. Per cada 100 dones de 18 o més anys hi havia 100 homes.
La renda mediana per habitatge era de 41.250 $ i la renda mediana per família de 49.167 $. Els homes tenien una renda mediana de 28.125 $ mentre que les dones 15.625 $. La renda per capita de la població era de 13.118 $. Cap de les famílies i el 4,2% de la població estaven per davall del llindar de pobresa.

## Poblacions més properes
El següent diagrama mostra les poblacions més properes.